# Санта-Лусія (річка)
Санта-Лусія (ісп. Río Santa Lucía) — головна річка однойменного басейну, на південному сході Республіки Уругвай. Її довжина — 248 км, а басейн охоплює 12 300 км².

## Топономіка
Ім'я, за яким тепер відома річка, було дано Хернандо Арієсом де Сааведра, оскільки він дослідив східне узбережжя Ріо-де-ла-Плата 1607 на день святої Лусії. Автентичні назви, які дали цій річці аборигени, невідомі.

## Географія
Річка починається на західних схилах земель департаменту Лавальєха, недалеко від міста Мінас. Її верхня течія має середній нахил 4,3 м / км. Найбільш важливим притоком у цьому секторі є потік Кампанеро. Середній відрізок річки починається з Пасо Ролдана і досягає міста Санта Лючія. У цьому перетині середній нахил річки становить 0,6 м / км. Нижній курс пролягає на південь, до гирла в Ріо-де-ла-Плата, з середнім нахилом 0,09 м / км. При досягненні її річка має потік 28000  L /  s.

### Притоки
Її основні притоки — річки Ріо-Санта-Лусія-Чіко і Сан-Хосе, але ще є багато річок і понад 1000 каналів.
Деякі значні притоки:

#### Правий берег
- Арройо Дель-Сольдадо
- Арройо Чамізо-Чіко
- Арройо Аріас
- Арройо Мендоса
- Арройо Санта-Лючія-Чіко
- Арройо-де-ла-Вірхен
- Арройо Сан-Хосе

#### Лівий берег
- Арройо Вейїгас
- Арройо-дель-Тала
- Арройо Канелон Ґранде

### Адміністративний поділ
Річкою утворюється поділ між департаментами Флорида і Канелонес, після чого південніше утворюється кордон між департаментами Канелонес і Сан-Хосе. У своєму гирлі розділяє департаменти Сан-Хосе і Монтевідео .

## Показники
У населеному пункті Аґуас Коррієнтес є водоочисна установка, яка, використовуючи канал річки за допомогою невеликої греблі, постачає питну воду до міста Монтевідео та значної частини півдня країни (60 % населення Уругваю).

## Навігація
Річка судноплавна для невеликих та середніх катерів. З кінця Великої війни з 1851 року до середини ХХ століття існувала важлива комерційна навігація на ділянці між Ріо де ла Плата та Агуас Коррієнтес. Це мотивувало при будівництві першого мосту біля лиману включити поворотну секцію, яка дозволила б проходити човнам. Хоча комерційна навігація вже не є актуальною, річка все ще використовується для рекреаційної навігації та риболовлі.

## Мости
Перераховані мости, що перетинають річку:
1. Міст Альфредо Зітрароса.
2. Міст бару Санта-Лючії.
3. Старий міст на шосе 11.[3]
4. Новий міст на шосе 11.[6]
5. Залізничний міст (ім. Двадцять п'ятого серпня).[7]
6. Старий міст на шосе 5.
7. Новий міст на шосе 5.
8. Залізничний міст.
9. Міст на шосе 6.
10. Міст на шосе 7.
11. Міст на шосе 108 на переході Ролдан.

## Довкілля
Річка Санта-Лючія, як і інші ріки, що входять до її басейну, має аномально високий рівень поживних речовин (еутрофікація), як наслідок інтенсивного сільськогосподарського використання району.Враховуючи важливість цього басейну як постачальника питної води для регіону Монтевідео, з 2015 року була створена захисна смуга, яка повинна супроводжувати основні водотоки басейну. У цій смузі, на обох берегах річки, забороняється використання рослинного покрову, обробка землі та застосування агрохімікатів.
Сектор між мостом Санта-Лусія і гирлом Ріо-де-ла-Плата захищен Водно-болотними територіями Санта-Лусія охоронного району водно-болотних угідь Санта-Лусія.